# Габриела Улберг Вестин
Габриела Улберг Вестин (на шведски: Gabriella Ullberg Westin) е шведска писателка на произведения в жанра трилър, криминален роман и романтичен трилър.

## Биография и творчество
Габриела Улберг Вестин е родена през 1973 г. в Худиксвал, Швеция. Израства в родния си град. След завършване на средното си образование известно време живее в Италия, където учи моден дизайн и работи като фото модел. После завършва криминология в Стокхолмския университет. След това следва комуникационни науки в Университета на Централна Швеция. След дипломирането си работи в комуникационната индустрия за най-голямата шведска телефонна компания. През 2014 г. напуска работата си и се посвещава на писателската си кариера.
Първият ѝ роман „Самотна пеперуда“ от поредицата „Убийства в Худиксвал“ е издаден през 2018 г. След години работа в полицията в Стокхолм, инспектор Юхан Рока се премества на работа в родния си град, който е напуснал след трагичната смърт на приятелката си. Но вместо по-леки случаи получава сложно разследване за убийство на жена, което той разследва заедно с криминалистката Янна Вайсман. От фактите около миналото ѝ и това на съпруга ѝ изплуват доста тайни, а скоро малкият град е разтърсен от ново убийство. Романът става бестселър и я прави известна.
При създаването на романите си писателката прави детайлното изследване на темата и събира информация от срещи и интервюта с полицаи, престъпници, служители на затворите и криминални психолози, а действието се развива в родния ѝ град, който тя добре познава. В помощ е и съпругът ѝ, който е полицай. В криминалната тъкан на произведенията си тя включва и много еротични сцени и любовни нишки.
Габриела Улберг Вестин живее със семейството си в Стокхолм.

## Произведения

### Самостоятелни романи
- Snöfall och längtan (2019)

### Серия „Убийства в Худиксвал“ (Morden i Hudiksvall)
1. Ensamfjäril (2014)
Самотна пеперуда, изд.: ИК ЕРА, София (2018), прев. Анелия Петрунова
2. Springpojken (2016)
Миналото не забравя, изд.: ИК ЕРА, София (2018), прев. Анелия Петрунова
3. Fixaren (2017)
4. Slaktaren (2018)
5. Förrädaren (2019)
6. Ett enda andetag (2020)